# Hanze Groep
De Hanze Vervoer- en Techniekgroep is een voormalig Nederlands busbedrijf te Groningen. Het bedrijf ontstond in mei 1995 uit een fusie tussen GADO en De Grooth Beheer. Beide bedrijven bleven wel bestaan, de naam was daardoor niet op het materieel te zien.
De Hanze Groep had ook aandelen in reisnet, deeltaxi, leerlingen-, zieken- en ambulancevervoer, Schipholservice, treintaxi, bedrijfs- en zakenvervoer, evenementenvervoer, goederen en pakketvervoer en verkocht daarnaast ook personen- en bedrijfswagens.
In 1998 werd de Hanze Groep verkocht aan het Britse Arriva.